# گاوسهره نارنجی
گاوسهره نارنجی یا سهره سرسیاه نارنجی (نام علمی: Pyrrhula aurantiaca) یکی از گونههای سهرگان از خانواده سهرگان راستین است که در هند و پاکستان یافت می‌شود. زیستگاه طبیعی آن جنگل‌های معتدل است.
آرایه‌شناسی آن در سال ۲۰۰۱ توسط Arnaiz-Villena و همکارانش شرح داده شد. همه پرندگان وابسته به سردهٔ Pyrrhula یک نیای مشترک دارند: Pinicola enucleator.